# SOGIN
La SOGIN (acronimo di Società Gestione Impianti Nucleari) è la società dello Stato italiano responsabile dello smantellamento degli impianti nucleari italiani (decommissioning) e della gestione e messa in sicurezza dei rifiuti radioattivi prodotti dalle attività industriali, di ricerca e di medicina nucleare.

## Storia e finalità
La SOGIN è stata costituita il 1º novembre 1999 in ottemperanza al decreto Bersani, con il compito di controllare, smantellare, decontaminare e gestire i rifiuti radioattivi degli impianti nucleari italiani spenti dopo i referendum abrogativi del 1987.
Inizialmente nasce come società del gruppo Enel, incorporandone competenze umane e strutture materiali. Dal 3 novembre 2000, le azioni di SOGIN vengono trasferite al Ministero dell'economia e delle finanze. Le vengono quindi conferite le quattro centrali nucleari italiane di Latina, Garigliano (CE), Trino (VC) e Caorso (PC) di proprietà dell'Enel e una parte dei dipendenti di ENEA.
Nel 2003 vengono affidati in gestione a SOGIN gli ex impianti di ricerca sul ciclo del combustibile di ENEA: l'impianto EUREX di Saluggia (VC), gli impianti IPU e OPEC di Casaccia (RM) e l'impianto ITREC di Rotondella (MT).
Il 16 settembre 2004 SOGIN diventa un gruppo societario con l'acquisizione del 60% delle azioni di Nucleco S.p.A. (il 40% rimane di proprietà di ENEA).
Nel 2005 SOGIN acquisisce l'impianto di FN di Bosco Marengo (AL). Con la legge 99 del 23 luglio 2009 si prevede l'azzeramento del CdA di SOGIN, il suo commissariamento, la ridefinizione dei suoi compiti e delle sue funzioni ad opera del Ministero dell'economia e delle finanze e del Ministero dello sviluppo economico e il conferimento di gran parte delle sue attività ad una o più nuove società energetiche, partecipate dallo Stato in misura non inferiore al 20 per cento.
Il successivo decreto legislativo 15 febbraio 2010, n. 31 le affida inoltre la responsabilità di realizzare e gestire il Parco tecnologico, comprensivo del deposito nazionale dei rifiuti radioattivi, nel quale saranno svolte attività di ricerca scientifica e sviluppo tecnologico.
La società svolge anche attività di ricerca, consulenza, assistenza e servizio in campo nucleare, energetico e ambientale, sia in Italia che all'estero.
Nel 2008 SOGIN ha aperto un centro di formazione presso la centrale di Caorso, allora denominata Scuola italiana di Radioprotezione, Sicurezza e Ambiente e oggi  Radwaste Management School (RMS). Dal 2011 l'offerta formativa è stata ampliata agli aspetti della sicurezza convenzionale e della compatibilità ambientale, aprendo i corsi anche a soggetti esterni provenienti da enti e istituzioni.
Il 23 luglio 2009 SOGIN viene commissariata in base all'art 27 comma 9 Legge n.99 e Francesco Mazzuca, precedentemente presidente di Ansaldo Nucleare viene nominato commissario, coadiuvato da Giuseppe Nucci e Claudio Nardone.
Nel marzo 2011 SOGIN ha siglato, con le sette prefetture interessate dai lavori, un protocollo di legalità per prevenire ogni possibile infiltrazione della criminalità negli appalti per lavori, servizi e forniture per gli impianti nucleari italiani oggi in dismissione. Sempre nel 2011 sono stati perfezionati 15 protocolli con tutte le associazioni territoriali di categoria quali Confindustria, Api, ANCE, con la Lega delle Cooperative e Confcooperative, interessate dalle attività di smantellamento e con l'Assistal, l'Associazione nazionale delle imprese di progettazione, fornitura, installazione, gestione e manutenzione di impianti tecnologici, fornitura di Servizi di Efficienza Energetica (ESCo) e Facility Management.
SOGIN ha introdotto le misure di prevenzione dei reati ambientali nel proprio modello di organizzazione, gestione e controllo (Modello 231) nel gennaio 2012. Il modello rafforza gli strumenti di tutela ambientale già adottati e identifica le misure migliori per prevenire e contrastare eventi che possano comportare una diretta responsabilità della società.
SOGIN ha due sedi estere a Mosca e Bratislava e svolge importanti attività di chiusura del ciclo nucleare in Armenia, Belgio, Cina, Corea del Sud, Federazione Russa, Francia, Germania, Kazakhstan, Norvegia, Slovacchia, Spagna, Ucraina, e i Centri di Ricerca della Commissione Europea di Ispra Varese e Karlsruhe.
Il 99% del combustibile irraggiato nelle centrali di Caorso, Latina, Trino e Garigliano è stato inviato per essere riprocessato nell’impianto Eurochemic in Belgio, nell’impianto di riprocessamento di La Hague in Francia e nel sito di Sellafield nel Regno Unito.

## Attività

### Chiusura del ciclo nucleare
Le attività di smantellamento dei siti nucleari e di gestione dei rifiuti radioattivi che SOGIN svolge in Italia hanno l'obiettivo di chiudere il ciclo di produzione di energia da fonte nucleare e sono sottoposte a iter autorizzativi che interessano diverse Istituzioni, centrali e locali, ed Enti, come le ARPA, oltre alle Autorità di controllo ISPRA.
A settembre 2011 sono terminati i lavori di demolizione del pontile della centrale di Latina. I lavori hanno riguardato la rimozione delle travi e successivamente il taglio dei pilastri del pontile, una struttura in cemento armato lunga 750 metri: le tecnologie impiegate hanno permesso di svolgere i lavori senza disperdere nessun frammento della struttura. Nel 2012 si concludono anche i lavori di smantellamento dell'edificio turbine, una struttura in cemento armato lunga 128,5 metri, larga 35,5 e alta 24, che durante l'esercizio ospitava le 5 turbine dell'impianto. Iniziati nell'agosto 2012, i lavori di demolizione dell'edificio, con un volume di 120 000 metri cubi, hanno prodotto 14.400 tonnellate di cemento.
La centrale di Trino è stata la prima delle quattro centrali italiane ad ottenere nel 2012 il decreto di disattivazione dell'impianto, che consente a SOGIN di avviare le attività di smantellamento e decontaminazione dell'isola. Il 26 settembre 2012 è stato ottenuto anche il decreto di disattivazione per la centrale del Garigliano e nel dicembre 2012 sono stati emessi i bandi di gara per: la progettazione esecutiva e l'esecuzione dei lavori di ripristino dei sistemi ausiliari dell'edificio reattore; la progettazione e l'esecuzione dei lavori di smantellamento dei sistemi e componenti del ciclo termico dell'edificio turbina, compreso il ripristino dei sistemi ausiliari necessari alle operazioni di smantellamento, la fornitura delle apparecchiature per il trattamento dei materiali smantellati e l'alienazione dei materiali rilasciabili; l'esecuzione dei lavori di scarifica e demolizione dell'attuale camino e realizzazione di un nuovo camino, pubblicato sulla Gazzetta Ufficiale dell'Unione Europea il 28 dicembre.
Nella centrale di Caorso, all'interno dell'edificio turbine, nel giugno 2012 è stato completato, dopo aver rimosse le turbine e il turboalternatore, lo smantellamento e la decontaminazione di 6.500 tonnellate di materiali e componenti metallici. In totale, dal sito di Caorso, sono state rimosse 9.400 tonnellate di metallo, circa il peso della torre Eiffel. Nel dicembre 2012 è stato emesso il bando di gara per la progettazione esecutiva e l'esecuzione dei lavori di smantellamento dei sistemi e componenti dell'edificio reattore della centrale, escluso vessel e internals.
Nell'impianto Ipu di Casaccia, SOGIN ha ultimato, nel dicembre 2012, lo smantellamento del primo gruppo di quattro scatole a guanti contaminate da plutonio, un'operazione realizzata per la prima volta in Italia con tecniche in linea con le migliori esperienze internazionali del settore. Lo smantellamento delle 56 scatole a guanti utilizzate per la fabbricazione del combustibile è il lavoro più significativo per terminare lo smantellamento dell'impianto Ipu.
Nell'impianto Itrec di Rotondella SOGIN ha avviato la bonifica del deposito interrato ed è stata ottenuta la VIA per la realizzazione dell'impianto di cementazione dei rifiuti radioattivi liquidi (Impianto Icpf).
Nell'impianto Eurex di Saluggia proseguono i lavori di realizzazione del deposito temporaneo, denominato D2, che ospiterà i soli rifiuti radioattivi già presenti nel sito e si sta concludendo l'iter di gara per la costruzione dell'impianto di cementazione dei rifiuti liquidi.
A garanzia della sostenibilità ambientale, tutti gli interventi sono progettati, realizzati e monitorati in modo da non produrre alcun impatto, sia radiologico sia convenzionale, sull'ambiente. Ogni anno, SOGIN effettua sistematicamente, in tutti i siti, centinaia di misure sulle matrici alimentari e ambientali. Da sempre, i risultati delle analisi e i valori delle formule di scarico confermano impatti ambientali radiologicamente irrilevanti.

### Global Partnership
Nel quadro del progetto Global Partnership avviato in occasione del G8 del 2002, è stato stipulato nel 2003 un accordo di cooperazione fra il governo russo e quello italiano per lo smantellamento da parte di SOGIN di sottomarini nucleari russi e per la gestione sicura dei derivanti rifiuti radioattivi e combustibile nucleare irraggiato.
Nell'ambito di questa commessa, SOGIN ha commissionato a Fincantieri la costruzione di una nave speciale per il trasporto di tali materiali. La nave Rossita è stata realizzata presso lo stabilimento di Muggiano e varata il 16 dicembre 2010, la sua costruzione è stata oggetto controverso di un'inchiesta giornalistica seguita da un'interpellanza parlamentare.

## Governance
Cronologia dei vertici aziendali SOGIN.
| Periodo        | Carica e nome | Note |
| -------------- | --- | --- |
| da agosto 2023 | - Presidente: Carlo Massagli - Amministratore delegato: Gian Luca Artizzu | [ 33 ] |
| 2022-2023      | - Commissario: Fiamma Spena - Vice commissari: Giuseppe Maresca e Angela Bracco | Con l'art. 34, comma 1 del Decreto Legge n.73, pubblicato in Gazzetta Ufficiale n. 143 del 21 giugno 2022, è stato disposto il commissariamento della Società. |
| 2019-2021      | - Presidente: Luigi Perri - Amministratore delegato: Emanuele Fontani | |
| 2016-2019      | - Presidente: Marco Enrico Ricotti - Amministratore delegato: Luca Desiata | [ 38 ] |
| 2013-2015      | - Presidente: Giuseppe Zollino - Amministratore delegato: Riccardo Casale | [ 39 ] [ 40 ] |
| 2010 - 2012    | - Presidente: Giancarlo Aragona - Amministratore delegato: Giuseppe Nucci | [ 41 ] |
| 2007 - 2009    | - Presidente: Maurizio Cumo - Amministratore delegato (2007 - 2008): Massimo Romano - Commissario (2009 - 2010): Francesco Mazzuca - Vicecommissari (2009 - 2010): Giuseppe Nucci, Claudio Nardone | [ 42 ] [ 43 ] [ 44 ] |
| 2004 - 2006    | - Presidente: Carlo Jean - Amministratore delegato: Giancarlo Bolognini | [ 45 ] |
| 2001 - 2003    | - Presidente: Maurizio Cumo - Amministratore delegato: Raffaello De Felice | [ 46 ] |

## Dati economici, patrimoniali e commerciali
| Anno  | Ricavi            | Utili          | Debiti             | Patrimonio netto  | Dipendenti | Note                         |
| ----- | ----------------- | -------------- | ------------------ | ----------------- | ---------- | ---------------------------- |
| 1999* | 23 miliardi di L. | 736.247 L.     | 1,6 miliardi di L. | 30 miliardi di L. |            | Bilancio Sogin al 31.12.1999 |
| 2000  | 37,6 milioni €    | 159.784€       | 817,8 milioni €    | 15,7 milioni €    | 630        | Bilancio Sogin al 31.12.2000 |
| 2001  | 58 milioni €      | 610.000 €      | 787,8 milioni €    | 16,3 milioni €    | 635        | Bilancio Sogin al 31.12.2001 |
| 2002  | 62 milioni €      | 234.000 €      | 749,8 milioni €    | 16,6 milioni €    | 627        | Bilancio Sogin al 31.12.2002 |
| 2003  | 115 milioni €     | 239.598 €      | 690,3 milioni €    | 16,8 milioni €    | 662        | Bilancio Sogin al 31.12.2003 |
| 2004  | 127 milioni €     | 89.000 €       | 631 milioni €      | 16,9 milioni €    | 709        | Bilancio Sogin al 31.12.2004 |
| 2005  | 121 milioni €     | -1,3 milioni € | 538 milioni €      | 16 milioni €      | 784        | Bilancio Sogin al 31.12.2005 |
| 2006  | 147 milioni €     | 334.000 €      | 399 milioni €      | 16,5 milioni €    | 761        | Bilancio Sogin al 31.12.2006 |
| 2007  | 183,1 milioni €   | 398.000 €      | 242 milioni €      | 16 milioni €      | 727        | Bilancio Sogin al 31.12.2007 |
| 2008  | 400,4 milioni €   | 8,6 milioni €  | 278 milioni €      | 25 milioni €      | 680        | Bilancio Sogin al 31.12.2008 |
| 2009  | 230 milioni €     | 6,8 milioni €  | 244 milioni €      | 31,6 milioni €    | 652        | Bilancio Sogin al 31.12.2009 |
| 2010  | 201,5 milioni €   | 2,4 milioni €  | 256 milioni €      | 34,0 milioni €    | 675        | Bilancio Sogin al 31.12.2010 |
| 2011  | 245,2 milioni €   | 5,7 milioni €  | 228,5 milioni €    | 39,7 milioni €    | 707        | Bilancio Sogin al 31.12.2011 |
| 2012  | 221 milioni €     | 4,2 milioni €  | 243 milioni €      | 43,9 milioni €    | 789        | Bilancio Sogin al 31.12.2012 |
| 2013  | 366,7 milioni €   | 0,5 milioni €  | 335,9 milioni €    | 44,4 milioni €    | 840        | Bilancio Sogin al 31.12.2013 |
| 2014  | 211,8 milioni €   | 2,8 milioni €  | 249,0 milioni €    | 46,2 milioni €    | 882        | Bilancio Sogin al 31.12.2014 |
| 2015  | 240,2 milioni €   | 2,6 milioni €  | 298,5 milioni €    | 47 milioni €      | 979        | Bilancio Sogin al 31.12.2015 |
| 2016  | 194,5 milioni €   | 1,4 milioni €  | 242,2 milioni €    | 47,8 milioni €    | 953        | Bilancio Sogin al 31.12.2016 |
| 2017  | 408,8 milioni €   | 5,1 milioni €  | 687,9 milioni €    | 52,2 milioni €    | 1.210      | Bilancio Sogin al 31.12.2017 |
| 2018  | 211,8 milioni €   | 3,9 milioni €  | 453,8 milioni €    | 53,7 milioni €    | 1.173      | Bilancio Sogin al 31.12.2018 |
| 2019  | 209 milioni €     | 0,2 milioni €  | 395,3 milioni €    | 52,1 milioni €    | 1.153      | Bilancio Sogin al 31.12.2019 |
| 2020  | 196,1 milioni €   | 2,7 milioni €  | 374,2 milioni €    | 84,8 milioni €    | 1.153      | Bilancio Sogin al 31.12.2020 |

- Ultimo bilancio annuale con la Lira Italiana come unica valuta ancora in circolazione

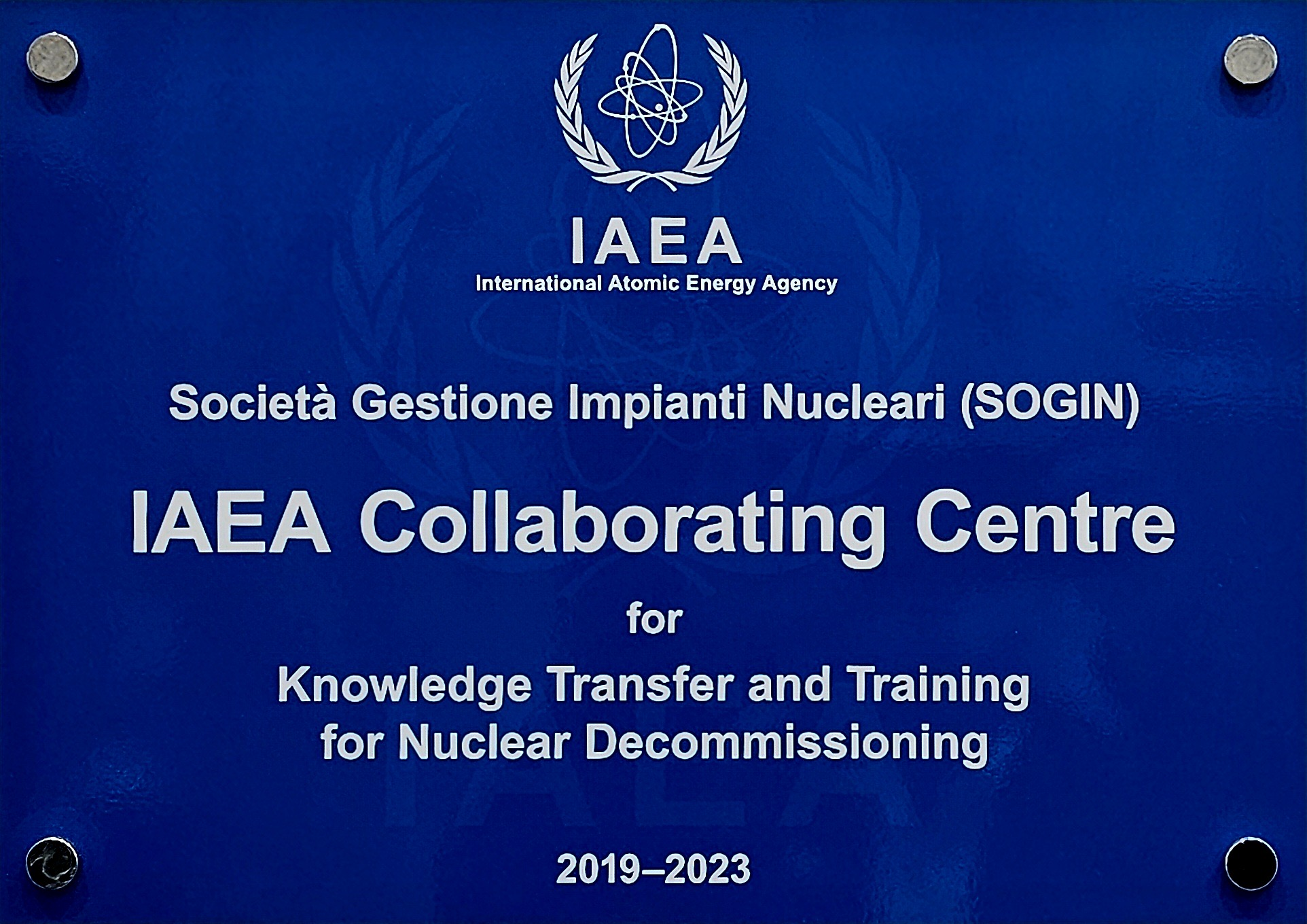
Targa della peer review SOGIN-AIEA

Gli oneri complessivi del programma di decommissioning dal 2012 a finire sono pari a 5 miliardi di euro di cui: 1,8 miliardi per attività di smantellamento, escluso il conferimento dei rifiuti al deposito nazionale dei rifiuti radioattivi; 1 miliardo per il riprocessamento del combustibile nucleare; 0,8 miliardi per il conferimento di tutti i rifiuti al deposito nazionale, la cui ubicazione non è stata ancora definita e 1,4 miliardi per il funzionamento della società, del personale e della manutenzione degli impianti. Dal 2001 al 2011 i costi sono ammontati complessivamente a 1,9 miliardi di euro.
A settembre 2017 il piano a vita intera dello smantellamento degli impianti nucleari italiani è stato sottoposto ad una “peer review” indipendente dell’Agenzia internazionale per l'energia atomica (IAEA).

## Controversie
Nel 2006 il Senatore Aleandro Longhi ha presentato quattro interrogazioni parlamentari relative ad ipotizzate assunzioni clientelari da parte di Sogin.
Nel 2007 il giornale l'Unità è intervenuto con un articolo sull'entità (1 milione di euro secondo il quotidiano) della liquidazione dell'ex presidente di Sogin Carlo Jean.